# 소프트 머신
소프트 머신(영어: Soft Machine)은 1966년 캔터베리에서 결성된 잉글랜드의 록 · 재즈 퓨전 밴드이다. 밴드명은 윌리엄 S. 버로스 책에서 따온 것이다. 캔터베리 신의 중심 밴드중 하나로, 상업적 성공은 미미했지만 후대의 재즈 록 밴드들에게 광범위한 영향을 미쳤다는 평가를 받는다.

## 역사
소프트 머신은 1966년 중반에 결성되었다. 그들의 전신은 와일드 플라워즈였으며 와일드 플라워즈에서는 캐러반과 소프트 머신이라는 두개의 중요한 밴드가 파생되었다.
첫번째 소프트 머신의 라인업은 영국 언더그라운드 씬의 성지였던 UFO 클럽에서 주로 활동했으며 그 외에 스피크이지 클럽과 미들 어스 등에서 연주했다. 그들은 67년에 두장의 싱글을 녹음했고, 조르조 고멜스키와 함께 7곡의 데모곡을 녹음했다. 그들은 네덜란드, 독일 그리고 프랑스의 코트다쥐르 등에서 연주일정이 잡혔다.그들은 파리의 힙스터가 되어 파리 비엔날레에 초대되거나 방송에 출연하는 등 여러 활동을 벌였다. 그러나 기타 데이빗 앨런이 마약 문제로 영국 재입국이 거부되자 그는 파리로 돌아가 공을 결성한다.
68년 매니저를 지미 헨드릭스와 공유하게 된 인연으로 소프트 머신은 지미 헨드릭스 익스피리언스의 미국 공연 오프닝을 맡게 되었다. 그 도중에 그들은 뉴욕에서 첫번째 앨범을 녹음한다. 런던에 돌아왔을때 앤디 서머스가 잠시 밴드에 가입해서 함께 공연했다. 그들이 이후 다시 미국투어를 나섰으나 케빈 에이어즈의 단독행동으로 그와 결별하게 된다. 이미 밴드는 반쯤 해산상태였으니 와이엇은 솔로 앨범 녹음차 미국에 남았으며 래틀리지는 런던으로 돌아와서 작곡에 전념하고 있었다. 당시 녹음한 와이어트의 곡 Slow Walkin' Talk에서는 지미 헨드릭스가 베이스를 도와주었다.
68년 말 밴드는 계약상 의무를 이행하기 위해 일단 재결성했고 케빈 에이어즈의 빈자리를 휴 호퍼로 채웠다. 이렇게 녹음된 2집은 재즈 퓨전의 걸작이 되었다. 그들은 시드 배럿의 솔로 1집에서 두곡의 녹음을 도와주기도 했다. 이 삼인조는 엘튼 딘을 불러들여 4인조 소프트 머신의 체제로 3집과 4집을 제작한다.
그들은 평소에 했던 작곡과 몇몇 라이브 그리고 스튜디오 세션들을 이용해 음악적 구조물을 만들려 했고 그것이 하나의 조곡처럼 들리게 편곡한 것이 3집 Third였다. 가장 많이 팔린 이들의 앨범이 된다.
음악적 견해의 차이로 로버트 와이어트는 1971년에 밴드를 떠나 매칭 몰을 결성했다. 매칭 몰은 soft machine의 불어식 표기인 machine molle을 영어식 말장난으로 바꾸어 만든 밴드명이다.
소프트 머신은 이후 멤버들을 조금씩 교체하며 5집, 6집을 발매했다. 밴드의 음악은 록에서 점차 재즈쪽으로 옮겨가는 경향을 보인다.
1973년 휴 호퍼가 떠나고 밴드는 점차 칼 젠킨스가 이끌게 되었다. 8집 Bundles에서는 앨런 홀즈워스가 기타리스트로 가입해 존 맥러플린의 느낌을 심어주기도 했다. 소프트 머신이라는 이름은 이후로도 계속 남아있었지만 칼 젠킨스와 존 마샬이 리딩하는 프로젝트 그룹에 가까워졌다.
1999년에 만들어진 소프트 웨어는 기존 멤버들에 오랜 친구인 키스 티펫이 참여했던 밴드이다. 이 밴드가 이름을 소프트 웍스로 바꿨고 알란 홀스워즈가 다시 들어왔다. 그들은 앨범을 한장 내고 04년까지 월드투어를 다녔다. 이 밴드에서 알란이 빠지고 존 이더리지가 다시 돌아와 소프트 머신 레거시가 된다. 중간에 엘튼 딘이 사망하여 테오 트래비스가 그 자리를 채운다. 09년 휴 호퍼의 사망으로 이전의 동료인 로이가 다시 밴드에 가입한다. 이들은 2015년 들어 그냥 이름을 다시 소프트 머신으로 사용하기 시작했다.

## 음반 목록

### 소프트 머신
| 스튜디오 - 결성 - 1967: Jet Propelled Photographs (1989년 발매) - 데이빗 앨런 탈퇴: 공(Gong) 결성 - 1968: The Soft Machine - 케빈 에이어즈 탈퇴: 솔로 활동 - 1969: Volume Two - 1969: Spaced (1996년 발매, 스튜디오 실험작) - 1970: Third - 1971: Fourth - 로버트 와이어트 탈퇴: 솔로 활동 - 1972: Fifth - 1973: Six - 1973: Seven - 1975: Bundles - 1976: Softs - 마이크 래틀리지 탈퇴 | 라이브 - 1967-68: Middle Earth Masters (2006) - 케빈 에이어즈 탈퇴 - 1968-70: Backwards (2002) - 1969-71: The Peel Sessions (1990) - 1969: Live At The Paradiso 1969 (1995) - 1970: Live at the Proms 1970 (1988) - 1970: Live 1970 (1998) - 1970: Noisette (2000) - 1970: Facelift (2002) - 1970: Somewhere in Soho (2004) - 1970: Grides (2006) - 1971: Virtually (1998) - 1971: Breda Reactor (2005) - 1971: Live At Henie Onstad Art Centre (2009) - 로버트 와이어트 탈퇴 - 1971: Drop (2008) - 1971: BBC Live In Concert 1971 (1993) - 1972: BBC Radio 1 Live In Concert 1972 (1994) - 1972: Live in France (1995) - 1973: NDR Jazz Workshop, Germany, May 17, 1973 (2010) - 1975: British Tour '75 (2005) - 1975: Floating World Live (2006) - 마이크 래틀리지 탈퇴 |

### 포스트 소프트 머신
| 스튜디오 - 1976: Rubber Riff(aka De Wolfe Sessions, as Soft Machine) - 1979: Soft Heap(as Soft Heap) - 1981: Land of Cockayne(as Soft Machine) - 휴지기 - 2003: Abracadabra (as Soft Works) - 2006: Soft Machine Legacy (as Soft Machine Legacy) - 엘튼 딘 사망 - 2007: Steam (as Soft Machine Legacy) - 휴 호퍼 사망 - 2013: Burden of Proof(as Soft Machine Legacy) - 2018: Hidden Details(as Soft Machine) | 라이브 - 1977: Alive & Well - Recorded in Paris (1978, as Soft Machine) - 1978: Rogue Element(1978, as Soft Head) - 1978: Al Dente(2008, as Soft Heap) - 1982: A Veritable Centaur(1995, as Soft Heap) - 휴지기 - 2005: Live in Zaandam (2005, as Soft Machine Legacy) - 2006: Live at the New Morning (2006, as Soft Machine Legacy) - 엘튼 딘 사망 - 휴 호퍼 사망 - 2009: Live Adventures (2010, as Soft Machine Legacy) |

## 구성원
많은 이가 거쳐갔으나 특히 중요한 인물들을 정리
- 기타: 데이빗 알렌 / 알란 홀스워즈 / 존 이더리지
- 브라스: 마이크 래틀릿지 / 엘튼 딘 / 칼 젠킨스
- 베이스: 케빈 에이어즈 / 휴 호퍼 / 로이 바빙턴
- 드럼: 로버트 와이엇 / 존 마샬